# Цвинчер, Оскар

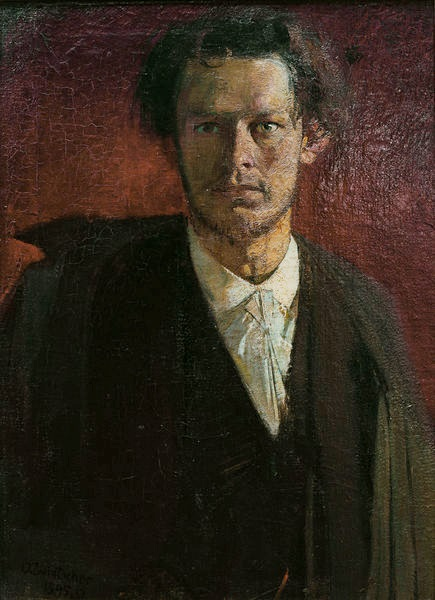
О. Цвинчер. Автопортрет (1895)

Оскар Цвинчер (нем. Oskar Zwintscher; 2 мая 1870, Лейпциг, Саксония — 12 февраля 1916, Дрезден, Саксония) — немецкий художник-символист.

## Жизнь и творчество
Сын музыкального педагога Бруно Цвинчера, брат пианиста Рудольфа Цвинчера. Художественное образование получил в Академии искусств Лейпцига (1887—1890) и — под руководством Леона Поле и Фердинанда Паувельса — в Академии художеств Дрездена (1890—1892). После окончания учёбы в течение трёх лет живёт как свободный художник в Мейсене, получая стипендию из Мункельчского фонда для саксонских художников. В 1898 году впервые выставляет свои работы на широкое обозрение, завоевав премию шоколадного магната Людвига Штольверка. В 1898 году выходит в свет серия его произведений «Времена года», в 1900 ей следует серия «Непогода». В 1904 году он уже сам является членом комитета по присуждению премий от «производителя шоколада, какао и шампанского фирмы Штольверк». С 1903 года художник является профессором дрезденской Академии художеств.
Полотна Цвинчера имитируют манеру живописи старонемецких мастеров — Лукаса Кранаха-старшего, Ганса Гольбейна-младшего и других. Большое влияние на его творчество оказали немецкие символисты: Арнольд Бёклин, Людвиг Рихтер, Мориц фон Швинд. Свои работы он выписывал тщательно вплоть до мельчайших деталей; был принципиальным противником импрессионизма. Был близким другом художника и скульптора Саши Шнайдера, которому принадлежит авторство создания скульптуры эфеба с факелом, установленной на могиле О.Цвинчера на Лошвицском кладбище в Дрездене

## Галерея

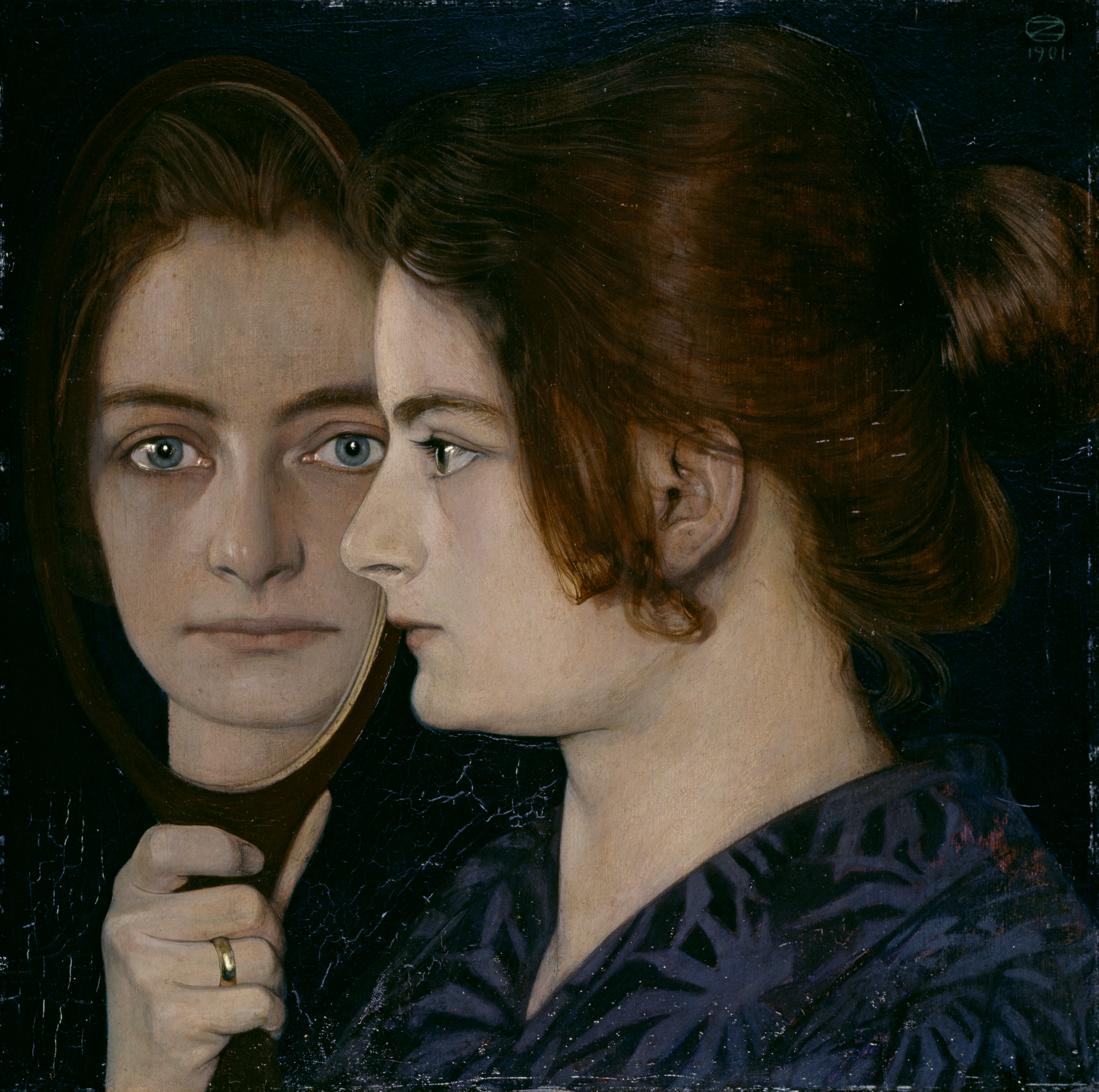
Портрет жены художника (1901)
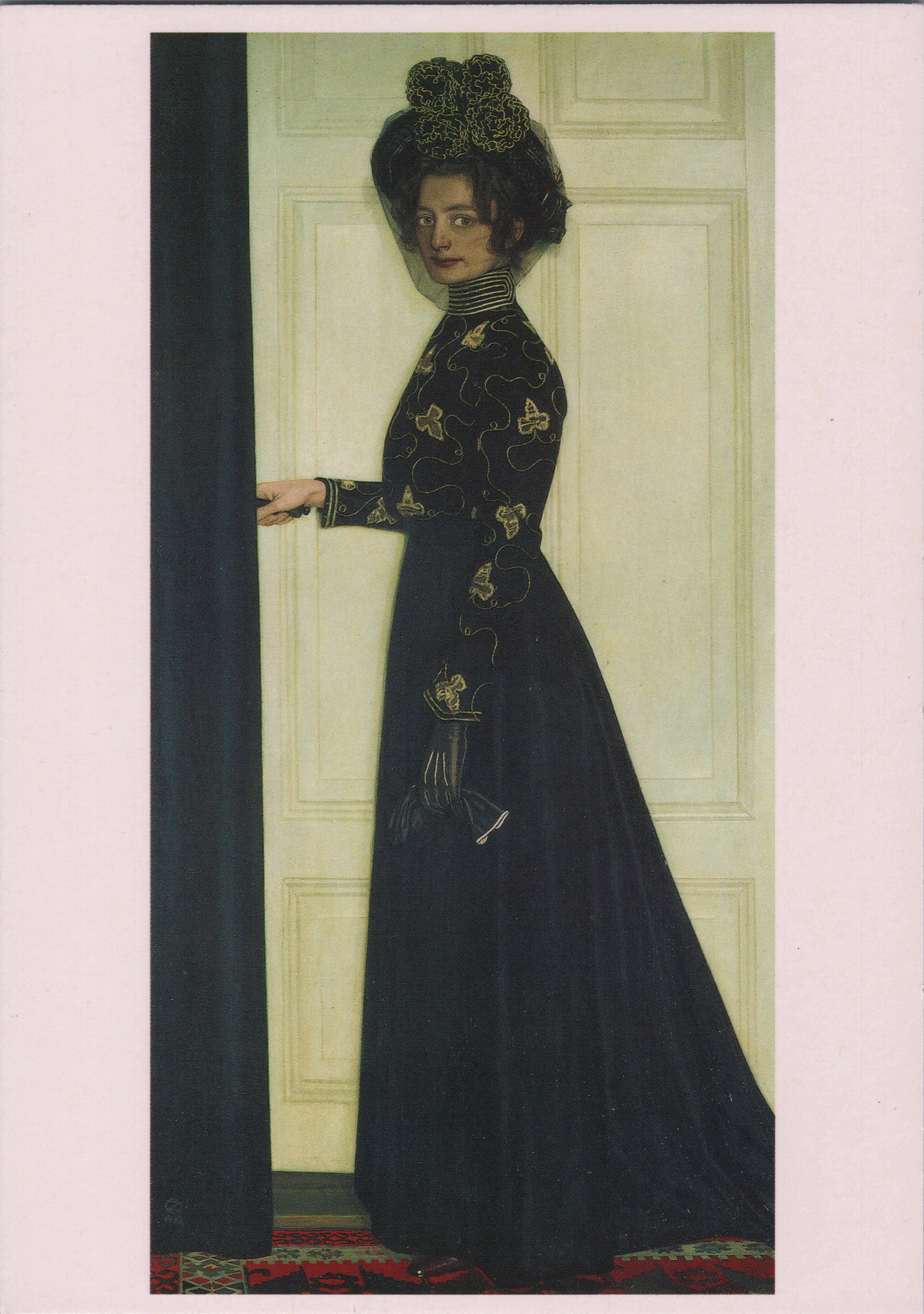
Портрет жены художника (1902)
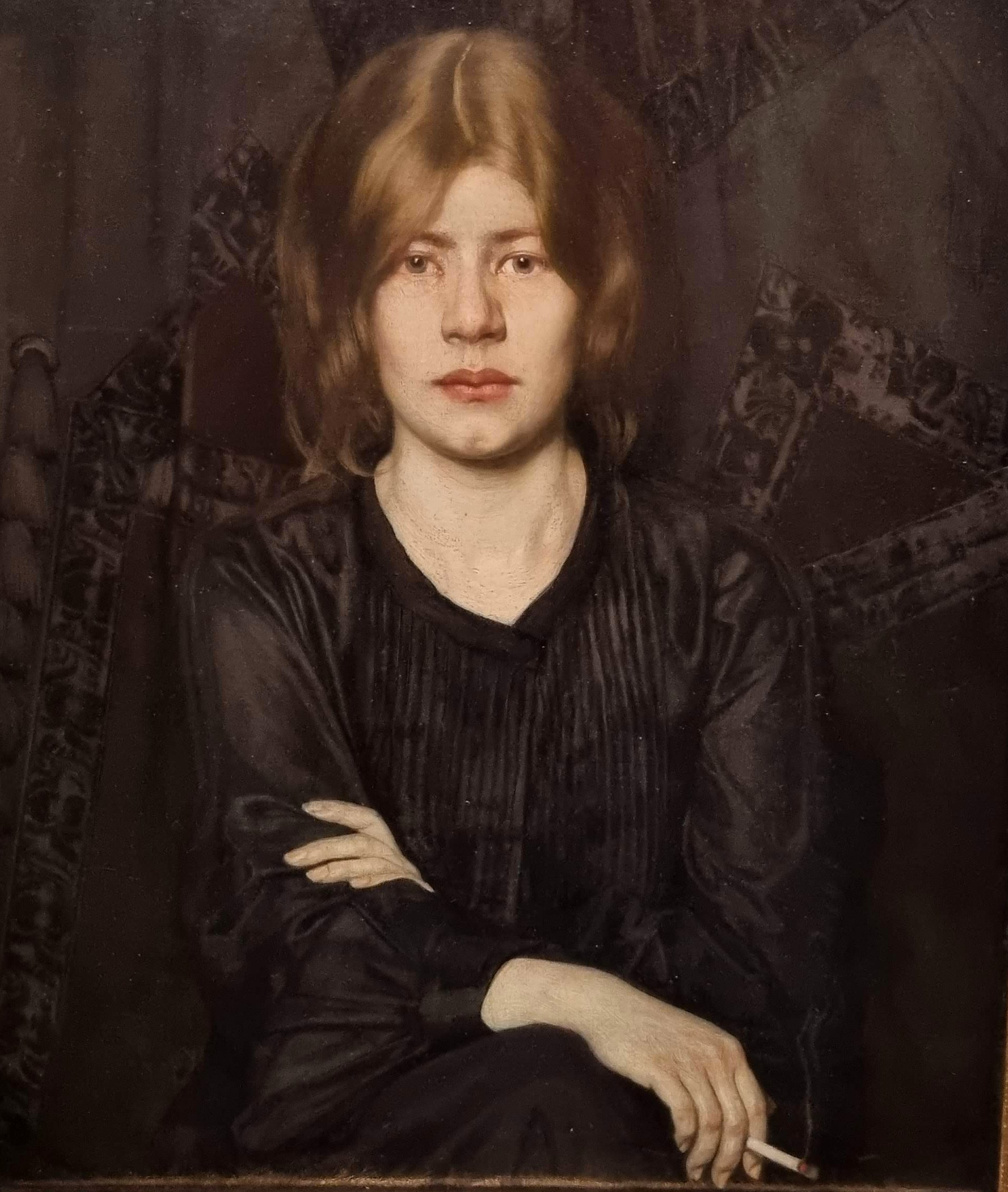
Портрет дамы с сигаретой (1904)
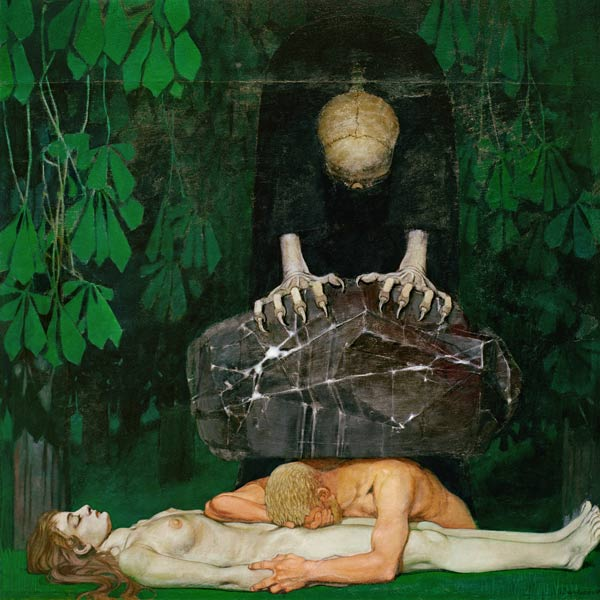
Скорбь
Мелодия (ок. 1900)
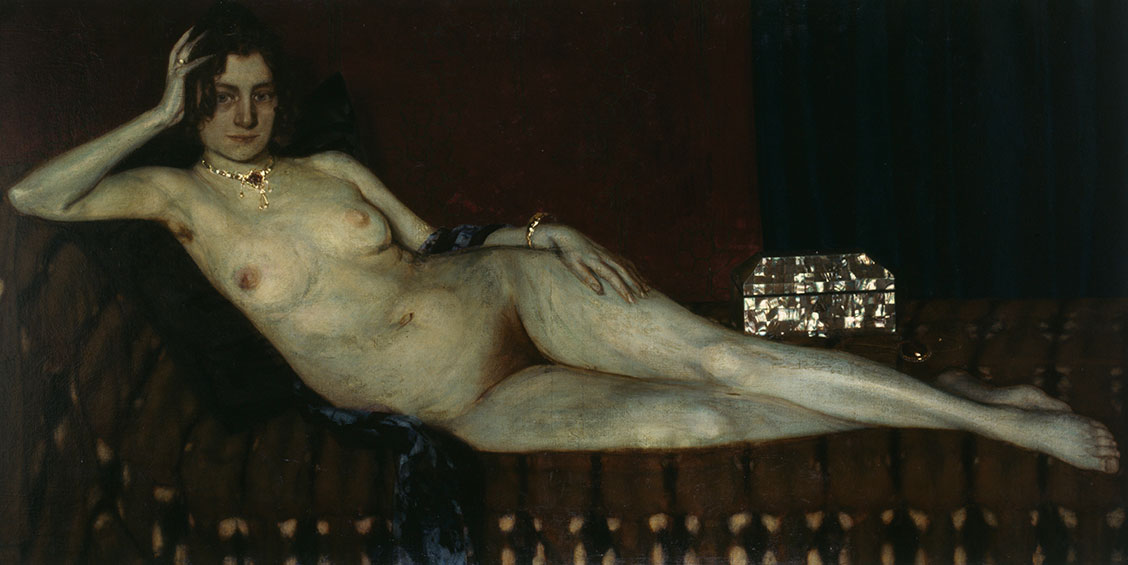
Золото и перламутр (1909)
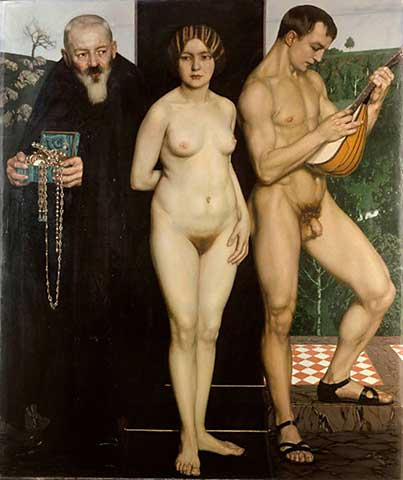
Между богатством и песней
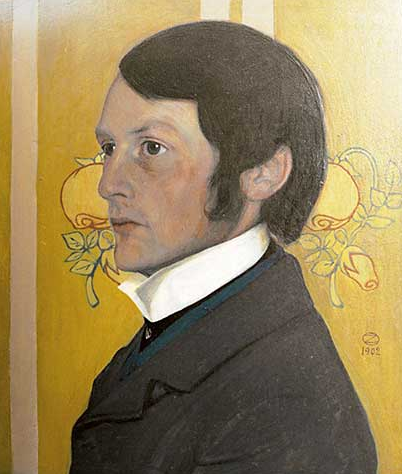
Портрет Генриха Фогелера (1901)